# Ginástica nos Jogos Sul-Americanos de 2022
As competições de ginástica nos Jogos Sul-Americanos de 2022 em Assunção, Paraguai, estão programadas para serem realizadas entre 5 e 13 de outubro de 2022 no Pabellón de Gimnasia del SND.

## Calendário
O calendário da competição é o seguinte:
| P | Preliminares | F | Final |

| DataEvento                   | Qua 5 | Qui 6 | Sex 7 | Sáb 8 |
| ---------------------------- | ----- | ----- | ----- | ----- |
| Equipes masculino            | F     |       |       |       |
| Individual geral masculino   | F     |       |       |       |
| Solo masculino               |       |       | F     |       |
| Cavalo com alças masculino   |       |       | F     |       |
| Argolas masculino            |       |       | F     |       |
| Salto masculino              |       |       |       | F     |
| Barras paralelas masculino   |       |       |       | F     |
| Barra fixa masculino         |       |       |       | F     |
| Equipes feminino             |       | F     |       |       |
| Individual geral feminino    |       | F     |       |       |
| Salto feminino               |       |       | F     |       |
| Barras assimétricas feminino |       |       | F     |       |
| Trave feminino               |       |       |       | F     |
| Solo feminino                |       |       |       | F     |

| DataEvento        | Ter 11 | Qua 12 | Qui 13 |
| ----------------- | ------ | ------ | ------ |
| Individual geral  | P      | P      | F      |
| Bola              | F      |        |        |
| Maças             |        | F      |        |
| Arco              | F      |        |        |
| Fita              |        | F      |        |
| Conjuntos         |        |        |        |
| 5 arcos           |        |        |        |
| 3 fitas + 2 bolas |        |        |        |

| DataEvento           | Qua 12 | Qui 13 |
| -------------------- | ------ | ------ |
| Individual masculino | P      | F      |
| Individual feminino  | P      | F      |

## Resumo de medalhas

### Quadro de medalhas
*   país anfitrião (PAR Paraguai)
| Pos.               | País               | Ouro | Prata | Bronze | Total |
| ------------------ | ------------------ | ---- | ----- | ------ | ----- |
| 1                  | BRA Brasil         | 19   | 10    | 3      | 32    |
| 2                  | COL Colômbia       | 3    | 2     | 8      | 13    |
| 3                  | ARG Argentina      | 1    | 7     | 7      | 15    |
| 4                  | CHI Chile          | 1    | 1     | 3      | 5     |
| 5                  | VEN Venezuela      | 0    | 3     | 1      | 4     |
| 6                  | PAN Panamá         | 0    | 1     | 1      | 2     |
| 7                  | PER Peru           | 0    | 0     | 1      | 1     |
| Total (7 entradas) | Total (7 entradas) | 24   | 24    | 24     | 72    |

### Medalhistas

#### Ginástica artística

##### Masculino
| Evento           | Ouro | Prata | Bronze |
| ---------------- | --- | --- | --- |
| Equipes          | Brasil (BRA) Arthur Mariano Caio Souza Diogo Soares Francisco Barretto Júnior Lucas Bitencourt Yuri Guimarães | Argentina (ARG) Daniel Villafañe Ivo Chiapponi Julián Jato Luca Alfieri Santiago Agostinelli Santiago Mayol | Colômbia (COL) Andrés Martínez Dilan Jiménez José Martínez Jossimar Calvo Kristopher Bohorquez Sergio Vargas |
| Individual geral | Caio Souza BRA Brasil                                                                                         | Lucas Bitencourt BRA Brasil                                                                                 | Jossimar Calvo COL Colômbia                                                                                  |
| Solo             | Arthur Mariano BRA Brasil                                                                                     | Jossimar Calvo COL Colômbia                                                                                 | Santiago Agostinelli ARG Argentina                                                                           |
| Cavalo com alças | Andrés Martínez COL Colômbia                                                                                  | Santiago Mayol ARG Argentina                                                                                | Adickxon Trejo VEN Venezuela                                                                                 |
| Argolas          | Daniel Villafañe ARG Argentina                                                                                | Kristopher Bohórquez COL Colômbia                                                                           | Dilan Jiménez COL Colômbia                                                                                   |
| Salto            | Caio Souza BRA Brasil                                                                                         | Daniel Villafañe ARG Argentina                                                                              | Josué Armijo CHI Chile                                                                                       |
| Barras paralelas | Jossimar Calvo COL Colômbia                                                                                   | Caio Souza BRA Brasil                                                                                       | Dilan Jiménez COL Colômbia                                                                                   |
| Barra fixa       | Caio Souza BRA Brasil                                                                                         | Joel Álvarez CHI Chile                                                                                      | Diogo Soares BRA Brasil                                                                                      |

##### Feminino
| Evento              | Ouro                                                                                            | Prata | Bronze                                                                                          |
| ------------------- | ----------------------------------------------------------------------------------------------- | --- | ----------------------------------------------------------------------------------------------- |
| Equipes             | Brasil (BRA) Beatriz Lima Carolyne Pedro Christal Bezerra Júlia Soares Luisa Maia Thaís Fidélis | Argentina (ARG) Abigail Magistrati Brisa Carraro Leila Martinez Meline Mesropian Rocio Saucedo Sira Macias | Colômbia (COL) Daira Lamadrid Ginna Escobar Juliana Ochoa María José Villegas Yiseth Valenzuela |
| Individual geral    | Júlia Soares BRA Brasil                                                                         | Carolyne Pedro BRA Brasil                                                                                  | Brisa Carraro ARG Argentina                                                                     |
| Salto               | Makarena Pinto CHI Chile                                                                        | Hillary Heron PAN Panamá                                                                                   | Franchesca Santi CHI Chile                                                                      |
| Barras assimétricas | Carolyne Pedro BRA Brasil                                                                       | Brisa Carraro ARG Argentina                                                                                | Ginna Escobar COL Colômbia                                                                      |
| Trave               | Júlia Soares BRA Brasil                                                                         | Brisa Carraro ARG Argentina                                                                                | Ana Mendez PER Peru                                                                             |
| Solo                | Júlia Soares BRA Brasil                                                                         | Carolyne Pedro BRA Brasil                                                                                  | Hillary Heron PAN Panamá                                                                        |

#### Ginástica rítmica
| Evento            | Ouro | Prata | Bronze |
| ----------------- | --- | --- | --- |
| Individual geral  | Bárbara Domingos BRA Brasil                                                                                  | Geovanna Santos BRA Brasil                                                                                     | Sol Fainberg ARG Argentina                                                                                       |
| Bola              | Bárbara Domingos BRA Brasil                                                                                  | Geovanna Santos BRA Brasil                                                                                     | Sol Fainberg ARG Argentina                                                                                       |
| Maças             | Bárbara Domingos BRA Brasil                                                                                  | Sol Fainberg ARG Argentina                                                                                     | Geovanna Santos BRA Brasil                                                                                       |
| Arco              | Geovanna Santos BRA Brasil                                                                                   | Bárbara Domingos BRA Brasil                                                                                    | Sol Fainberg ARG Argentina                                                                                       |
| Fita              | Bárbara Domingos BRA Brasil                                                                                  | Geovanna Santos BRA Brasil                                                                                     | Celeste D'Arcángelo ARG Argentina                                                                                |
| Conjuntos         | Brasil (BRA) Victoria Borges Gabriella Castilho Bárbara Galvão Julia Kurunczi Sofia Pereira Beatriz da Silva | Venezuela (VEN) Maria Dominguez Maria Ojeda Roselyn Palencia Dahilin Parra Juliette Quiroz Yelbery Rodriguez   | Argentina (ARG) Macarena Abril Milagros Centeno Evangelina Luisina Agustina Lujan Ludmila Miravet Karema Nazaret |
| 5 arcos           | Brasil (BRA) Victoria Borges Gabriella Castilho Bárbara Galvão Julia Kurunczi Sofia Pereira Beatriz da Silva | Venezuela (VEN) María Domínguez Waleska Ojeda Roselyn Palencia Dahilin Parra Juliette Quiróz Yelbery Rodríguez | Chile (CHI) Valentina Cuello Isabel Lozano Josefina Romero Anneli Sepulveda Martina Valdez                       |
| 3 fitas + 2 bolas | Brasil (BRA) Victoria Borges Gabriella Castilho Bárbara Galvão Julia Kurunczi Sofia Pereira Beatriz da Silva | Venezuela (VEN) María Domínguez Waleska Ojeda Roselyn Palencia Dahilin Parra Juliette Quiróz Yelbery Rodríguez | Colômbia (COL) Lorena Duarte Angelica Guerrero Natalia Jiménez Adriana Mantilla Nicol Mora Kizzy Rivas           |

#### Ginástica de trampolim
| Evento               | Ouro                         | Prata                  | Bronze                        |
| -------------------- | ---------------------------- | ---------------------- | ----------------------------- |
| Individual masculino | Ángel Hernández COL Colômbia | Rayan Dutra BRA Brasil | Lucas Tobias BRA Brasil       |
| Individual feminino  | Camilla Gomes BRA Brasil     | Alice Gomes BRA Brasil | Katish Hernández COL Colômbia |

## Participação
Onze nações participarão das provas de ginástica dos Jogos Sul-Americanos de 2022.
- ARG Argentina
- BOL Bolívia
- BRA Brasil
- CHI Chile
- COL Colômbia
- ECU Equador
- PAN Panamá
- PAR Paraguai
- PER Peru
- URU Uruguai
- VEN Venezuela